# Nǃxau ǂToma
Nǃxau ǂToma, röviden Nǃxau, vagy más alakban Gcao Tekene Çoma (Tsumkwe, 1944. december 16. – Tsumkwe, 2003. július 5.) namíbiai busman farmer és színész. 
Legismertebb (és jóformán egyetlen nagyobb) szerepe az 1980-as Az istenek a fejükre estek című vígjáték, valamint folytatása, Az istenek a fejükre estek 2. főszerepe, ahol Xixót, a Kalahári busmanját alakította. A leghíresebb namíbiai színészként tartják számon.

## Élete és pályafutása
Nǃxau a szan, más néven busman nép tagja volt. Több afrikai nyelvet és dialektust beszélt folyékonyan (Juǀʼhoan, Otjiherero, Tswana), valamint afrikaans nyelven is tudott valamennyire. Saját pontos korát sem ismerte, és filmes pályafutását megelőzően meglehetősen egyszerű életvitelt folytatott: mielőtt szerződtették szerepére, mindössze három fehér embert látott életében, és a papírpénz értékével sem volt tisztában: első szerepéért mindössze 300 dollárt kapott, amit elfújt a kezéből a szél. (A második filmre azonban már kialkudott közel 500 ezer dollárt.) Kultúrája egyébként sem értékelte az anyagi javakat, és nem is tudott bánni a pénzzel, bár jövedelméből épített egy téglaházat csapvízzel és elektromossággal a családja számára.
Összesen öt filmben játszott, melyek mind Az istenek a fejükre estek sorozat darabjai voltak, bár a folytatások sikere már bőven elmaradt az első részétől. N!xau filmes karrierje befejeztével visszaköltözött Namíbiába, ahol farmernek állt: kukoricát, tököt és babot termesztett, valamint 20-nál kevesebb szarvasmarhája is volt. (Egyes források szerint azért nem több, mert nem tudott húsznál tovább számolni.) Később felvette a kereszténységet: 2000 júliusában a Hetednapi Adventista Egyház tagja lett.
2003. július 5-én MDR-TB (a tuberkulózis egyik fajtája) áldozata lett egy gyöngytyúkvadászat során. Halálakor 58 vagy 59 éves volt. Tsumkwe temetőjében helyezték nyugalomra, második felesége mellett. Hat gyermeke élte őt túl.

## Filmográfia
| Év   | Magyar cím                                             | Eredeti cím                     | Szerep         | Megjegyzés                    |
| ---- | ------------------------------------------------------ | ------------------------------- | -------------- | ----------------------------- |
| 1980 | Az istenek a fejükre estek                             | The Gods Must Be Crazy          | Xi             |                               |
| 1989 | Az istenek a fejükre estek 2.                          | The Gods Must Be Crazy II       | Xixo           |                               |
| 1991 | Őrült szafari                                          | Crazy Safari                    | Nǃxau a busman |                               |
| 1993 | Az istenek a fejükre estek 3. - Egy busman Hongkongban | Crazy Hong Kong                 | Xi             |                               |
| 1994 | Az istenek a fejükre estek Kínában is                  | The Gods Must be Funny in China | Nixau a busman | utolsó filmszerepe            |
| 1996 |                                                        | Sekai Ururun Taizaiki           | önmaga         | televíziós sorozat (1 epizód) |

## Fordítás
- Ez a szócikk részben vagy egészben  a   Nǃxau ǂToma című angol Wikipédia-szócikk ezen változatának fordításán alapul.  Az eredeti cikk szerkesztőit annak laptörténete sorolja fel. Ez a jelzés csupán a megfogalmazás eredetét és a szerzői jogokat jelzi, nem szolgál a cikkben szereplő információk forrásmegjelöléseként.